# Ellopták a vitaminomat
Az Ellopták a vitaminomat 1966-ban bemutatott magyar tárgyanimációs film, amelyet Foky Ottó rendezett. A forgatókönyvet Nepp József írta, a zenéjét Deák Tamás szerezte. A mozifilm a Pannónia Filmstúdió gyártásában készült.

## Cselekmény
Tárgyanimációs, krimidramaturgiájú film, amelyben egy boxkesztyű és egy kötött kesztyű el akarja tulajdonítani egy kisfiú piros almáját. Mindenféle tárgyrendőrök vetik magukat a rablók nyomába és visszaszerzik az almát.

## Alkotók
- Rendezte és tervezte: Foky Ottó
- Írta: Nepp József
- Zenéjét szerezte: Deák Tamás
- Operatőr: Tóth János
- Hangmérnök: Horváth Domonkos
- Vágó: Czipauer János
- Munkatársak: Lambing Antal, Márta Mihály, Sánta Béla, Szabó László
- Színes technika: Boros Magda, Dobrányi Géza
- Gyártásvezető: Bártfai Miklós

Készítette a Pannónia Filmstúdió.

## Díjai
- 1967 Acapulco animációs díj
- 1967 Miskolci Rövidfilmfesztivál különdíj és a Miskolci Egyetem díja[1]